# Dendrophorbium lloense
Dendrophorbium lloense là một loài thực vật có hoa trong họ Cúc. Loài này được (Hieron. ex Sodiro) C.Jeffrey mô tả khoa học đầu tiên năm 1992.